# Пшеница «Безостая 1»

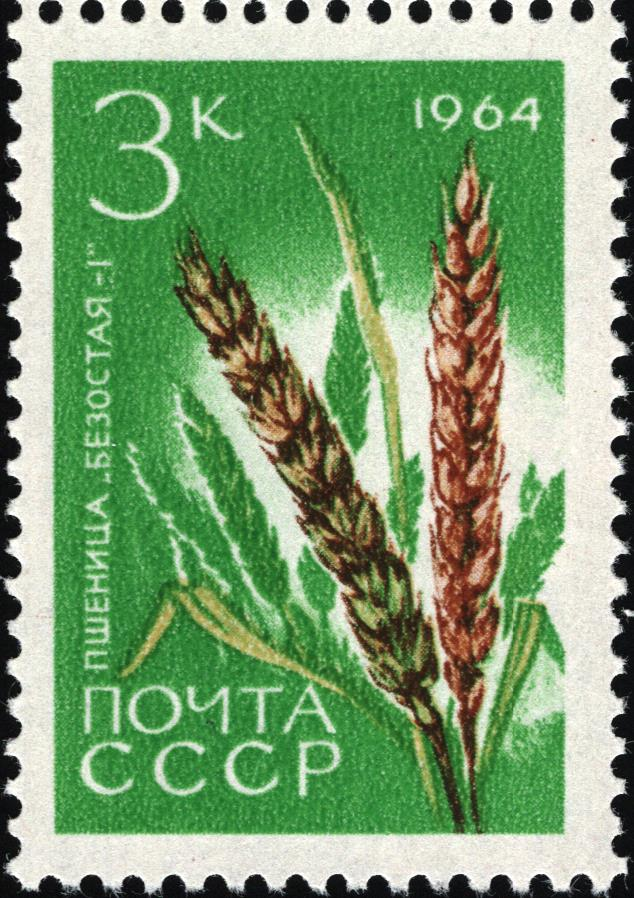
Почтовая марка СССР, посвящённая сорту «Безостая 1»

Безостая 1 — сорт озимой мягкой пшеницы, разновидность сорта «Лютесценс» (Lutescens).

## Происхождение
Сорт выведен советскими селекционерами П. П. Лукьяненко, П. А. Лукьяненко и Н. Д. Тарасенко путём индивидуального отбора из сорта «Безостая 4», который, в свою очередь, был получен индивидуальным отбором из гибридной популяции «Лютесценс 17»/«Скороспелка 2».

## Общая характеристика
Среднерослый, среднеспелый сорт, устойчивый к осыпанию. Благодаря высокому содержанию в зерне белка (до 13,1—15,7 %) и клейковины (до 28—35 %), обладает отличными хлебопекарными качествами. Обладает выше средней засухоустойчивостью и средней морозостойкостью.
В разной степени устойчив к различным болезням зерновых культур. Имеет высокую устойчивость к пыльной головне, полевую — к бурой и жёлтой ржавчинам, среднюю — к септориозу. Однако восприимчив к стеблевой ржавчине, мучнистой росе и твёрдой головне. Средне восприимчив к фузариозу колоса.

## Возделывание
Сорт широко возделывался в СССР. В 1971 году им было засеяно 8,3 млн га, что составляло более 40 % посева всей озимой пшеницы В 1973 году — 5,5 млн га. Был распространён в Болгарии, Венгрии, Польше, Румынии, Югославии, ГДР, Чехословакии и других странах.
В настоящее время допущена к использованию в производстве в Северо-Кавказском и Нижне-Волжском регионах.